# 唐德智
唐德智（1965年7月—），中华人民共和国政治人物，祖籍四川绵阳，出生于贵州贵阳。1985年8月参加工作，1995年7月加入中国共产党。中国人民大学计划统计系国民经济计划专业毕业，大学学历。

## 生平
历任贵州省计划委员会综合处工作员、科员，正科级秘书，副处长，贵州省人民政府办公厅副处长、处长、副秘书长等职。2011年3月，任贵州省人民政府秘书长。
2017年5月，任中共黔南布依族苗族自治州委书记。
2023年1月，当选第十三届贵州省政协副主席。2024年10月，不再兼任黔南州党委书记。